# Вазарамо
Вазара́мо (зарамо, кізарамо, дзаламо, зарма, зараму, сарамо, м'ягатва) — народ групи банту у Східній Африці.

## Територія проживання, чисельність, мова і релігія
Люди вазарамо живуть у Танзанії — пониззя річок Руфіджі, Руву, Вамі та околиці міст Дар-ес-Саламу та Морогоро.
Вазарамо нараховують понад 600 тис. осіб; разом з близькими етнічно групами лугуру і сагара чисельність може сягати 1 млн осіб.
Вазарамо здавна відчувають вплив суахілі.
Розмовляють мовою кізарамо, також поширена мова суахілі.
Вазарамо — мусульмани-суніти та частково християни (Біблію перекладено частково в 1967 році).

## Етнічна історія
У сучасні райони проживання зарамо мігрували, як вважають спеціалісти, близько 200 років тому, оскільки були витіснені з півдня нгоні, а з півночі — камба.
В результаті зарамо-землероби осіли в долинах з дуже родючими землями.
У XIX столітті вазарамо увійшли в конфлікт із Занзібарським султанатом, наслідком сутичок з суахілі султанату була вимога вазарамо брати мито з усіх торгових караванів, що минали повз їх землі.
Попри відсутність централізованої влади вазарамо у 1874 році змогли організувати військо з 5000 чоловік з метою примусити занзибарського султана і надалі платити мито.

## Традиційні господарство, соціальна організація і культура
Основні традиційні заняття — ручне підсічно-вогневе землеробство (просо, рис, сорго, кукурудза, солодкий маніок, кассава, бобові, банани, кокосова пальма, сезам), садівництво та риболовство (на узбережжі Індійського океану); лісові промисли (бортництво). Скотарство майже нерозвинуте (подекуди кози, вівці й птиця).
Вазарамо активно інкорпоруються у сучасне суспільство — працюють на плантаціях кави, сизалю, бавовнику, на промислових підприємствах у містах тощо. Активно асимілюються. Лише старі люди розмовляють кізарамо — мовою зарамо.
Традиційна організація влади — племена і матрилінійні роди.
Верховним божеством міфології зарамо є Мулунгу (Mulungu) — бог дощу.